# Premio Tomalla
El Premio Tomalla (en alemán, Tomalla-Preis) es un premio de ciencias otorgado por la Fundación Tomalla en la gravedad y la relatividad general.
El premio en honor a Walter Tomalla , comerciante y doctor en ingeniería de Basilea, que en su testamento de 1982 fundó la Tomalla Foundation for Gravity Research, destinada a patrocinar investigaciones sobre gravedad. El premios se entrega aproximadamente una vez cada tres años. El premio incluye un premio en efectivo (100 000 francos suizos en 2008). Entre los galardonados están 3 ganadores del Premio Nobel.
La fundación también ofrece becas y otros fondos financieros para la investigación sobre la gravedad.

## Premiados
Lista de galardonados con el premio Tomalla:
1981
Subrahmanyan Chandrasekhar
1984
Andrei Sakharov; por su contribución fundamental al problema de la materia - antimateria en el Universo y sus nuevas ideas sobre la gravedad en un nivel fundamental (la gravedad inducida).
1987
Joseph Hooton Taylor
1993
Allan Rex Sandage
1996
Werner Israel
2000
Gustav Andreas Tammann; por sus esfuerzos en la medición de la tasa de expansión del universo y sobre todo por su trabajo pionero empleando supernovas como candelas estándar.
2003
James Peebles
2008
Demetrios Christodoulou; por sus importantes contribuciones a la relatividad general, especialmente a su rigurosa demostración de la estabilidad global no lineal de espacio-tiempo de Minkowski.
2009
Viatcheslav Mukhanov; por sus contribuciones a la inflación cósmica y, especialmente, para la determinación de la densidad del espectro de perturbación de la inflación.
Alexéi Starobinski; por sus contribuciones pioneras a la inflación cósmica y, especialmente, para la determinación del espectro de las ondas gravitacionales generadas durante la inflación.
2013
Scott Tremaine; por su contribución a la dinámica gravitacional.
2016
Kip Thorne